# Ерделівська волость
Ерделівська волость — історична адміністративно-територіальна одиниця Єлизаветградського повіту Херсонської губернії із центром у селі Ерделівка.
Станом на 1886 рік складалася з 11 поселень, 11 сільських громад. Населення — 3337 осіб (1767 чоловічої статі та 1550 — жіночої), 235 дворових господарства.
|                     | Площа, десятин | У тому числі орної, дес. |
| ------------------- | -------------- | ------------------------ |
| Сільських громад    | 3001           | 2930                     |
| Приватної власності | 10731          | 4405                     |
| Казенної власності  | —              | —                        |
| Іншої власності     | 333            | 110                      |
| Загалом             | 14065          | 7445                     |

Основні поселення волості:
- Ерделеве (Ерделівка) — колишнє власницьке село при безіменній балці за 67 верст від повітового міста, 355 осіб, 76 дворових господарств, православна церква, 2 лавки. За 6 верст — школа. За 7 верст — єврейський молитовний будинок, базари по вівторках. За 12 верст — єврейський молитовний будинок, 3 лавки.
- Миролюбівка (Свинарка) — колишнє власницьке село при балці Відрадна, 535 осіб, 105 дворових господарств.
- Миколаївка (Винтелева) — колишнє власницьке містечко при річці Велика Виска, 530 осіб, 77 дворових господарств, православна церква.

За даними 1896 року у волості налічувалось 20 поселень, 881 дворове господарство, населення становило 5700 осіб.